# Comuna de Cieszanów
Cieszanów (polaco: Gmina Cieszanów) é uma gminy (comuna) na Polónia, na voivodia de Subcarpácia e no condado de Lubaczowski. A sede do condado é a cidade de Cieszanów.
De acordo com os censos de 2004, a comuna tem 7260 habitantes, com uma densidade 33,1 hab/km².

## Área
Estende-se por uma área de 219,35 km², incluindo:
- área agricola: 55%
- área florestal: 38%

## Demografia
Dados de 30 de Junho 2004:
|                      | Total   | Total | Mulheres | Mulheres | Homens  | Homens |
| -------------------- | ------- | ----- | -------- | -------- | ------- | ------ |
|                      | pessoas | %     | pessoas  | %        | pessoas | %      |
| População            | 7260    | 100   | 3604     | 49,6     | 3656    | 50,4   |
| Densidade (pop./km²) | 33,1    | 100   | 16,4     | 16,4     | 16,7    | 16,7   |

De acordo com dados de 2002, o rendimento médio per capita ascendia a 1451,2 zł.